# Heteroctenus junceus
Espèce
Synonymes
- Scorpio junceus Herbst, 1800
- Scorpio hemprichii Gervais, 1844
- Rhopalurus junceus ravidus Franganillo, 1930
- Rhopalurus junceus cadenasi Moreno, 1939

Heteroctenus junceus est une espèce de scorpions de la famille des Buthidae.

## Distribution
Cette espèce est endémique de Cuba.

## Description

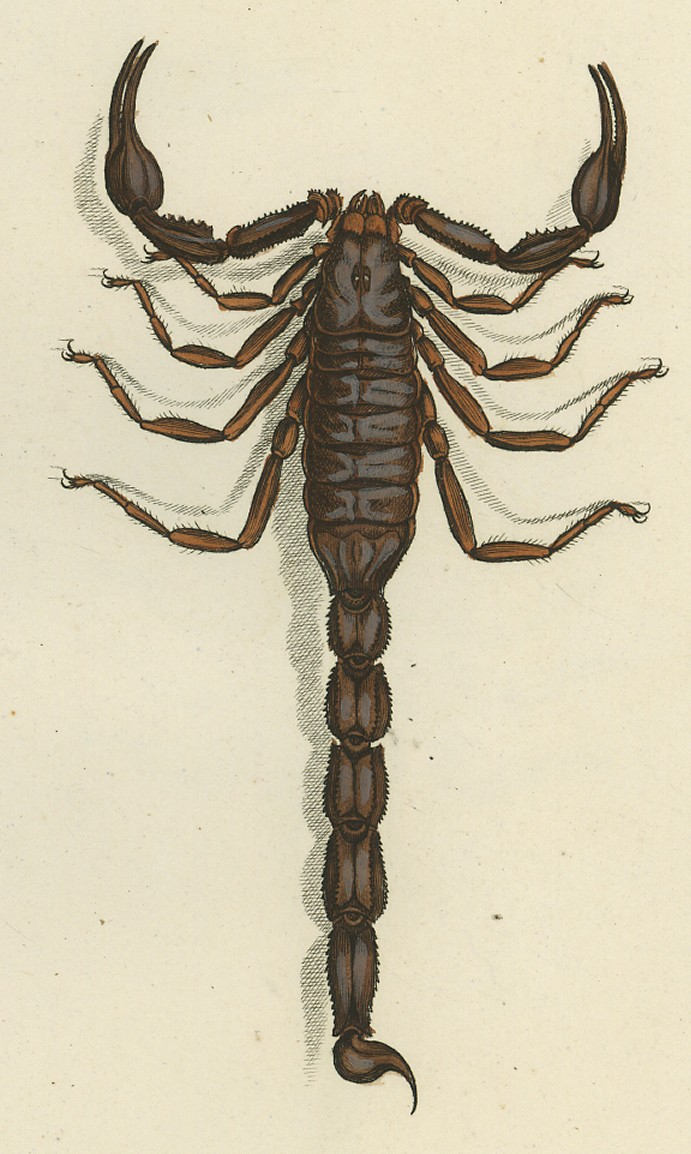
Heteroctenus junceus

Les mâles mesurent de 54 à 97 mm et les femelles de 65 à 107 mm.

## Systématique et taxinomie
Cette espèce a été décrite sous le protonyme Scorpio junceus par Herbst en 1800. Elle est placée  dans le genre Rhopalurus par Pocock en 1902 puis dans le genre Heteroctenus par Esposito, Yamaguti, Souza, Pinto da Roacha et Prendini en 2017.

## Publication originale
- Herbst, 1800 : « Naturgeschichte der Skorpionen. » Natursystem der ungeflügelten Insekten, vol. 4, p. 1-86.